# Matran
Matran (Freiburger Patois Matranⓘ) ist eine politische Gemeinde im District de la Sarine (deutsch: Saanebezirk) des Kantons Freiburg in der Schweiz.

## Geographie
Matran liegt auf 614 m ü. M., 5,5 km westsüdwestlich der Kantonshauptstadt Freiburg (Luftlinie). Das Dorf erstreckt sich am nördlichen Talhang des unteren Glânetals, kurz vor ihrer Mündung in die Saane, in den Molassehöhen des Freiburger Mittellandes.
Die Fläche des 2,9 km² grossen Gemeindegebiets umfasst einen Abschnitt der Molassehöhen zwischen den Tälern von Sonnaz und Glâne. Die südliche Grenze verläuft entlang der Glâne, die hier aus einem engen, tief in das Hochplateau eingeschnittenen Tal austritt und einen weiten Talkessel bildet. Von Westen mündet in dieser Talweitung der Seitenbach Bagne. Der Gemeindeboden erstreckt sich von der Glâne nordwärts über den Talboden und den Hang von Matran bis auf die angrenzenden Molassehöhen (im Bois Murat 670 m ü. M.). Nach Westen reicht der Gemeindebann in den Bois des Morts und entlang des Tälchens der Bagne bis auf die Waldhöhe Bois de Chavagny, auf der mit 685 m ü. M. der höchste Punkt von Matran erreicht wird. Von der Gemeindefläche entfielen 1997 30 % auf Siedlungen, 17 % auf Wald und Gehölze, 52 % auf Landwirtschaft, und etwas weniger als 1 % war unproduktives Land.
Zu Matran gehören ausgedehnte neue Wohnquartiere und Gewerbezonen. Nachbargemeinden von Matran sind Corminboeuf, Villars-sur-Glâne, Hauterive, Neyruz und Avry.

Luftbild (1964)

## Bevölkerung
Mit 1774 Einwohnern (Stand 31. Dezember 2023) gehört Matran zu den mittelgrossen Gemeinden des Kantons Freiburg. Von den Bewohnern sind 87,5 % französischsprachig, 7,5 % deutschsprachig, und 1,4 % sprechen Italienisch (Stand 2000). Die Bevölkerungszahl von Matran belief sich 1900 auf 309 Einwohner. Im Verlauf des 20. Jahrhunderts stieg die Bevölkerungszahl bis 1970 zunächst leicht auf 454 Personen an. Seither wurde ein markantes Bevölkerungswachstum verbunden mit fast einer Verdreifachung der Einwohnerzahl innerhalb von 30 Jahren verzeichnet.

## Wirtschaft
Matran war bis in die zweite Hälfte des 20. Jahrhunderts ein vorwiegend durch die Landwirtschaft geprägtes Dorf. Seit den 1970er-Jahren setzte eine rasche Entwicklung zur Agglomerationsgemeinde von Freiburg mit grossen Gewerbeflächen ein. Zwischen 1950 und 1995 brachte das Kollegium Sankt Joseph der Redemptoristen mit seinen rund 200 Studenten auch einen wirtschaftlichen Aufschwung.
Die Landwirtschaft mit Milchwirtschaft, Viehzucht und Ackerbau hat heute nur noch einen marginalen Stellenwert in der Erwerbsstruktur der Bevölkerung. Dank der hervorragenden Verkehrsanbindung haben sich in Matran verschiedene grössere Unternehmen und Einkaufsgeschäfte niedergelassen. In der Gemeinde sind Betriebe des Bau- und Transportgewerbes, des Metallbaus, der Informationstechnologie, der Getränkeindustrie und des Holzbaus vertreten. In den letzten Jahrzehnten hat sich das Dorf auch zu einer Wohngemeinde entwickelt. Die neuen Wohnzonen befinden sich am Hang östlich des alten Ortskerns und westlich der Autobahn A12. Zahlreiche Erwerbstätige sind deshalb Wegpendler, die vor allem in der Agglomeration Freiburg arbeiten.

## Verkehr
Die Gemeinde ist verkehrsmässig sehr gut erschlossen. Sie liegt etwas oberhalb der Hauptstrasse von Freiburg nach Romont. Der nächste Anschluss an die 1977 eröffnete Autobahn A12 (Bern-Vevey), welche das Gemeindegebiet durchquert, befindet sich rund 1 km vom Ortskern entfernt. Am 4. September 1862 wurde die Eisenbahnlinie von Lausanne nach Freiburg mit einem Bahnhof bei Matran in Betrieb genommen. Für die Feinverteilung im öffentlichen Verkehr sorgt eine Buslinie der Transports publics Fribourgeois, die auf der Strecke von Freiburg nach Rosé verkehrt.

## Geschichte
Die erste urkundliche Erwähnung des Ortes erfolgte 1138 unter dem Namen Martrens en Nuithonie. Später erschienen die Bezeichnungen Martrans (1148), Matrans (1157), Martranz (1285), Martrant (1445), Martrand (1555) und Matrang (1668). Der Ortsname geht auf Martyrus zurück.
Im Mittelalter hatte die Abtei Payerne reichen Grundbesitz in Matran. Durch Kauf kam das Dorf 1442 unter die Herrschaft von Freiburg und wurde der Alten Landschaft (Neustadtpanner) zugeordnet. Nach dem Zusammenbruch des Ancien Régime (1798) gehörte Matran während der Helvetik und der darauf folgenden Zeit zum Bezirk Freiburg, bevor es 1848 mit der neuen Kantonsverfassung in den Saanebezirk eingegliedert wurde.

## Söhne und Töchter der Gemeinde
- Magali Pache (1978–2000), Radrennfahrerin

## Sehenswürdigkeiten
Die katholische Kirche St. Julien wurde erstmals 1146 in einer Bulle von Eugen erwähnt. 1651 wurde die Kirche teilweise durch eine Feuersbrunst zerstört. Die Malereien von Gottfried Locher wurden 1974 beim Abbruch der falschen Decke wiederentdeckt und anschliessend restauriert.

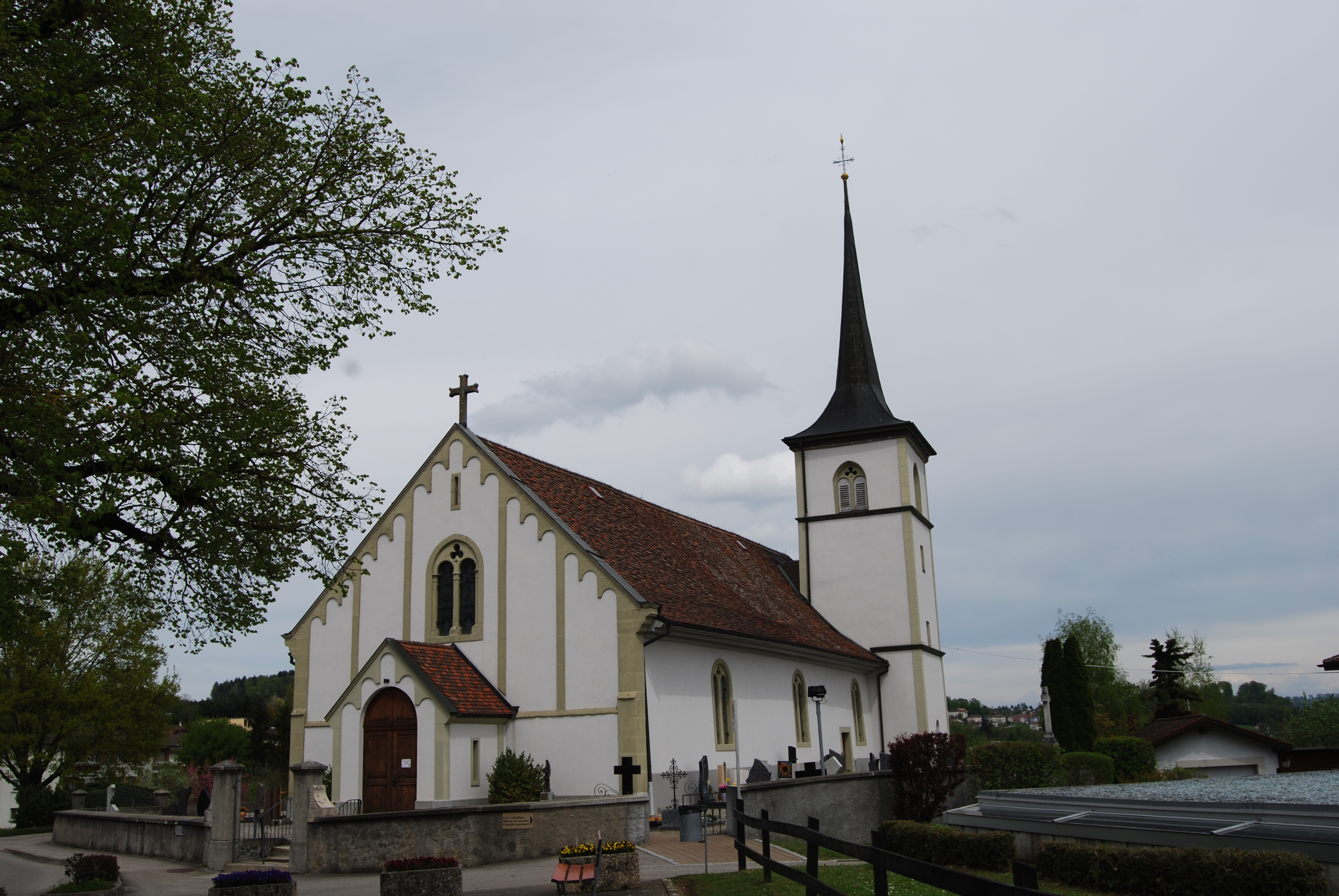
Katholische Kirche Saint Julien in Matran
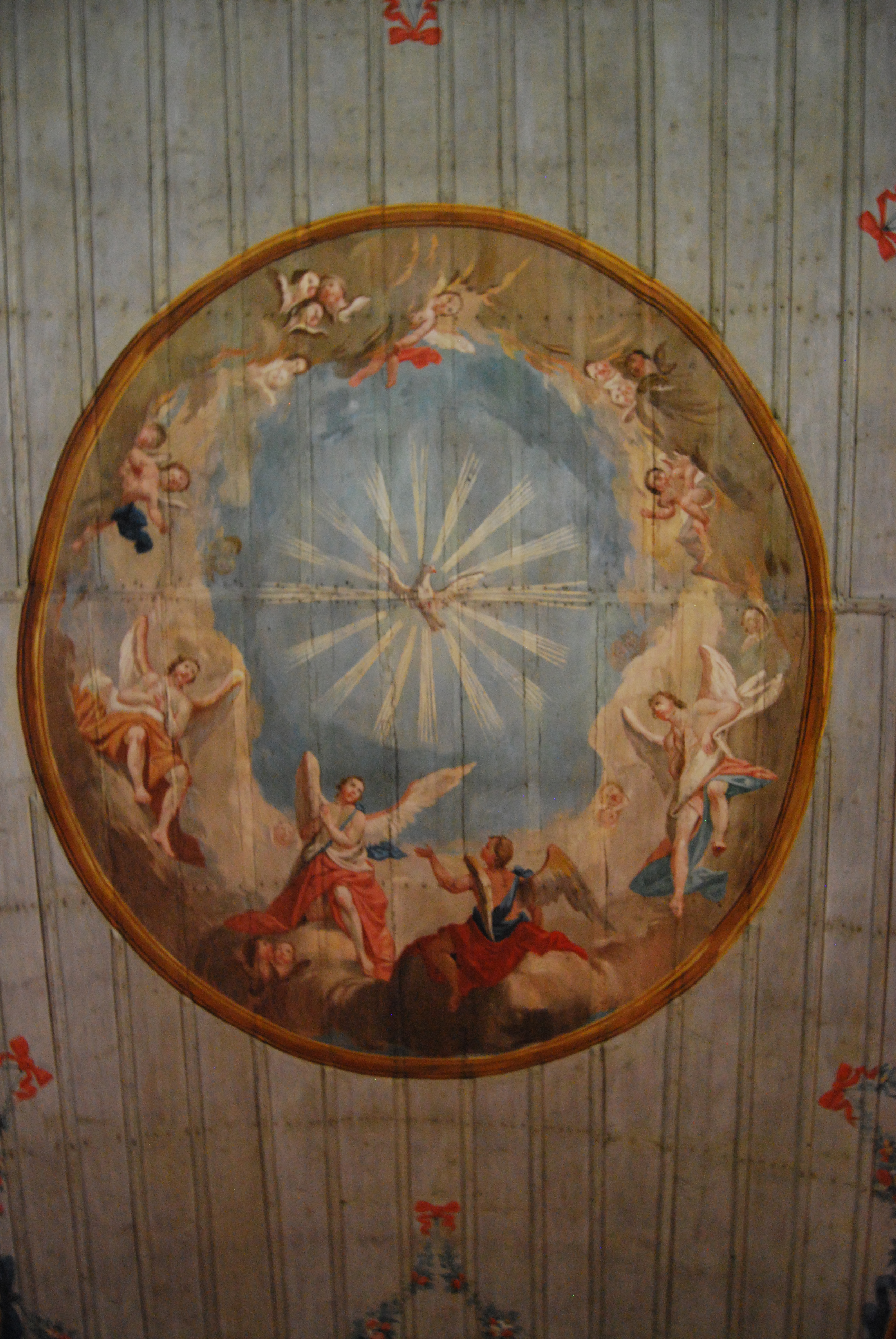
Deckengemälde von Gottfried Locher
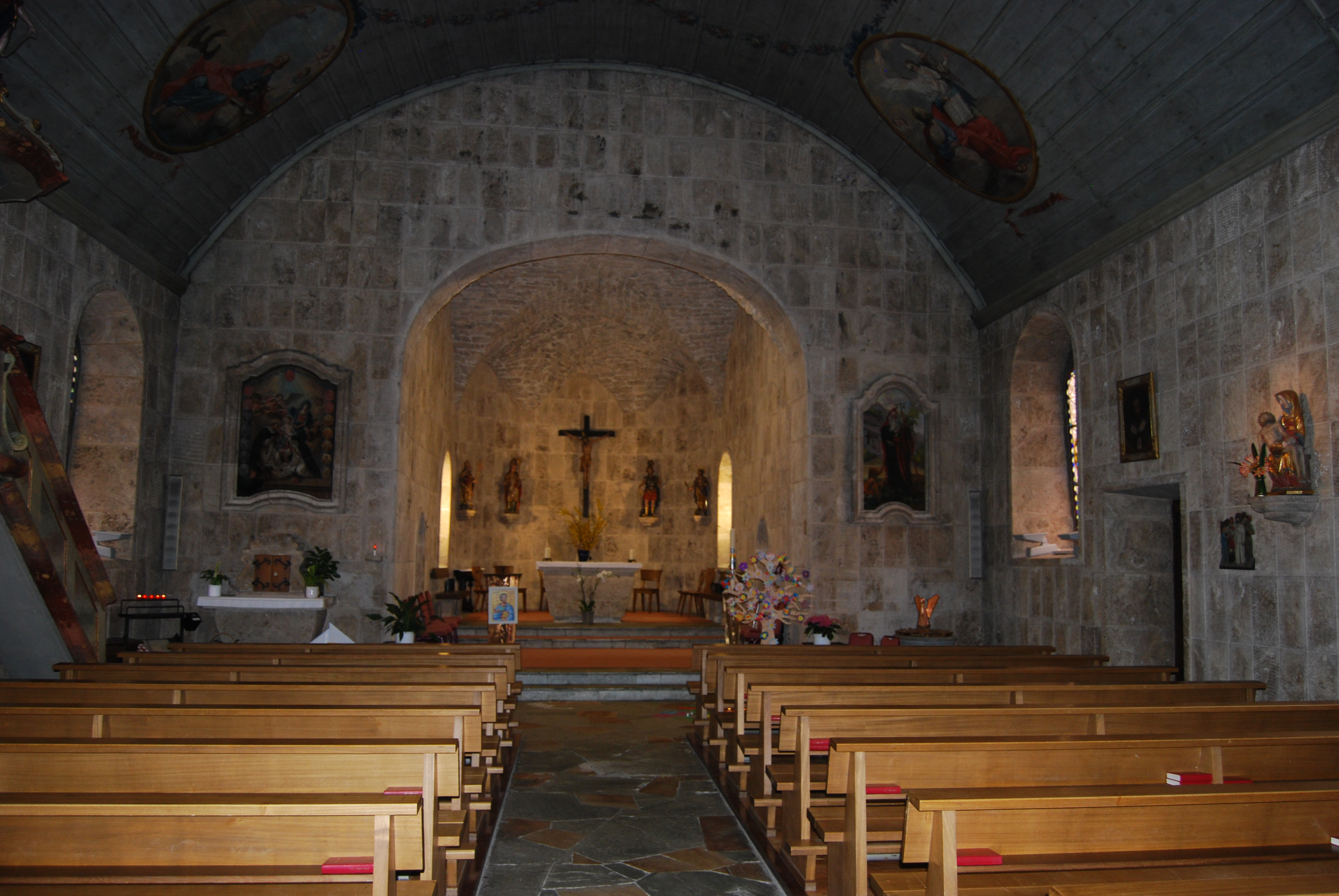
Innenansicht der Kirche
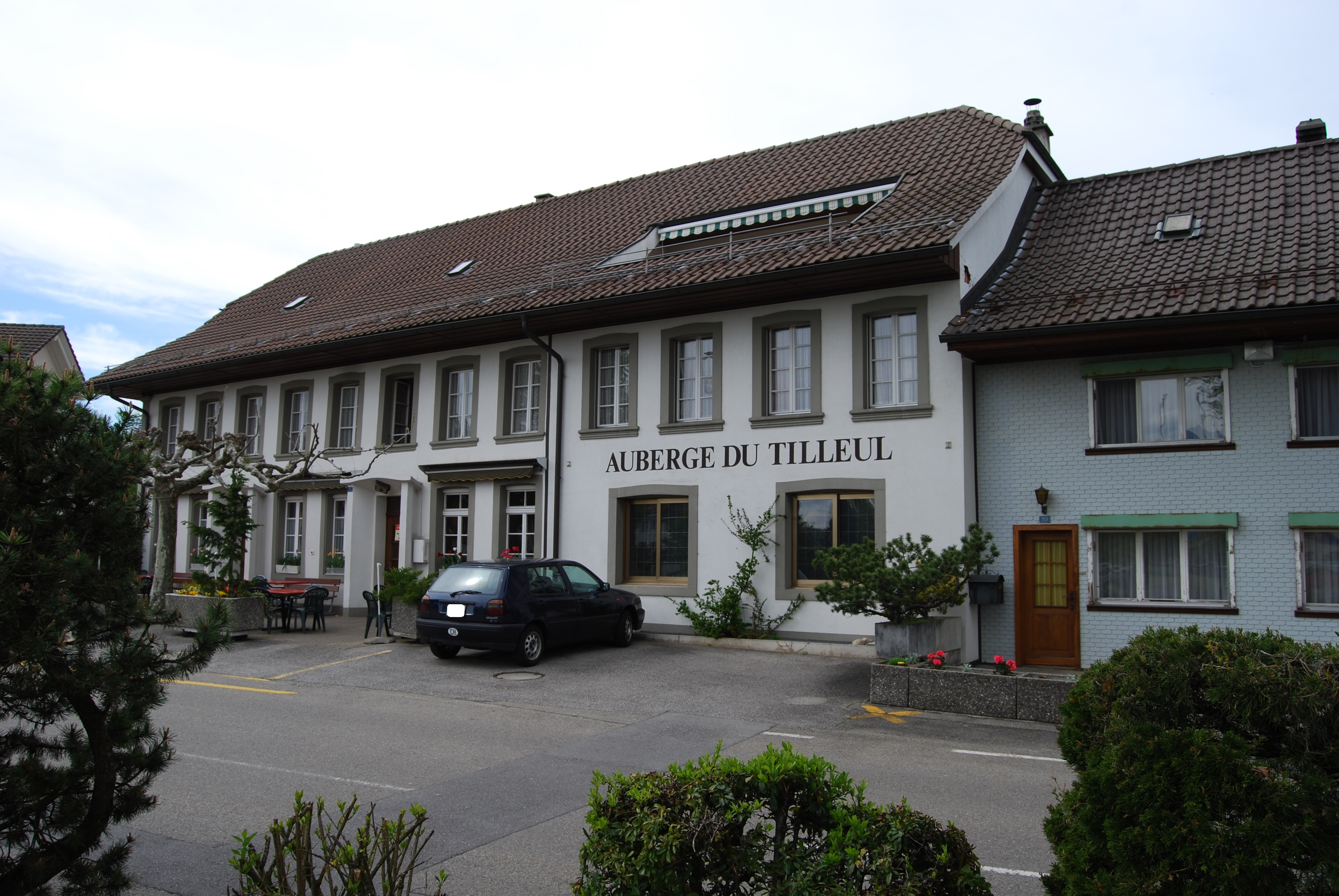
Auberge du Tilleul
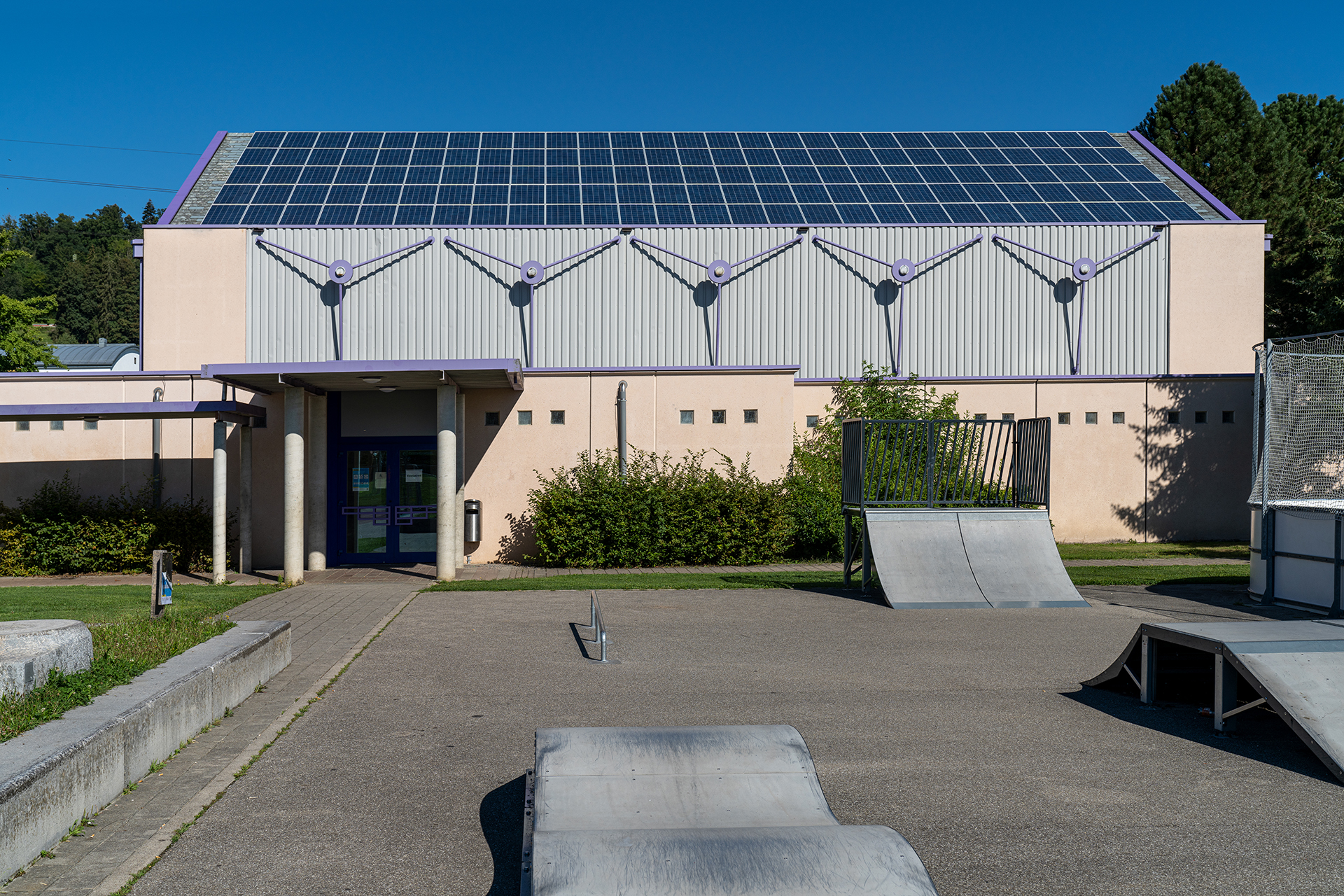
Mehrzweckhalle
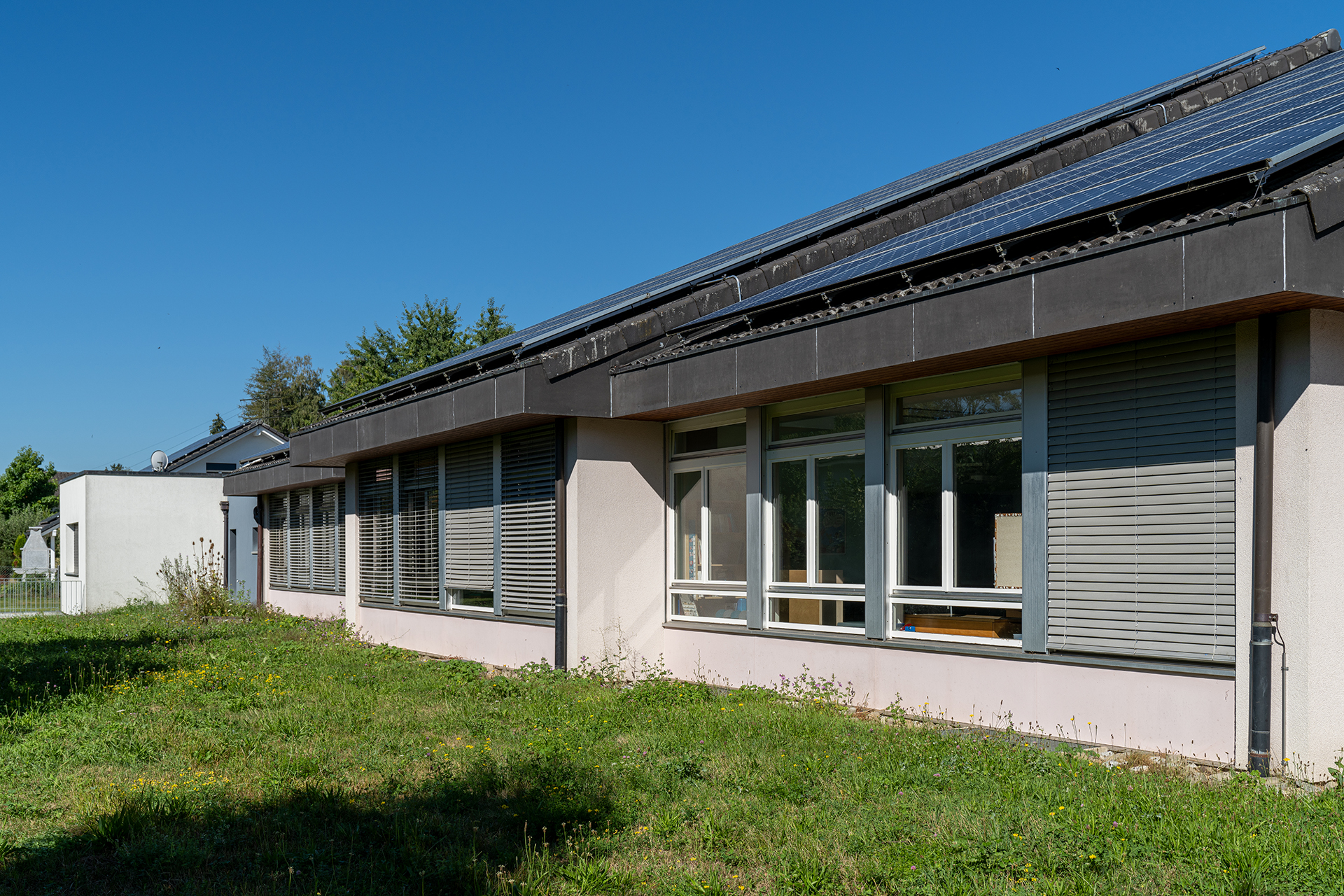
Primarschulhaus
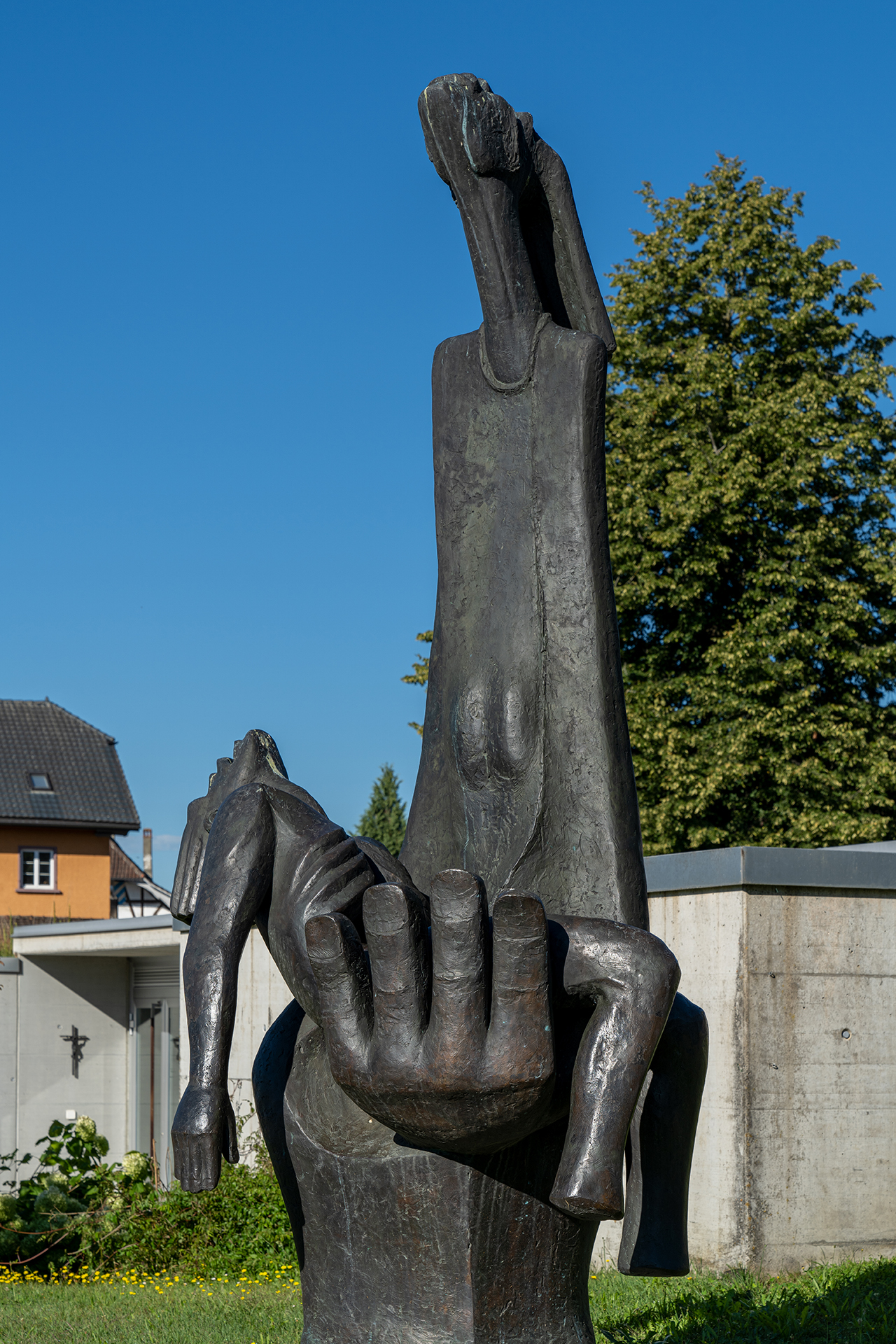
La Pietà von Père Hugo Heule
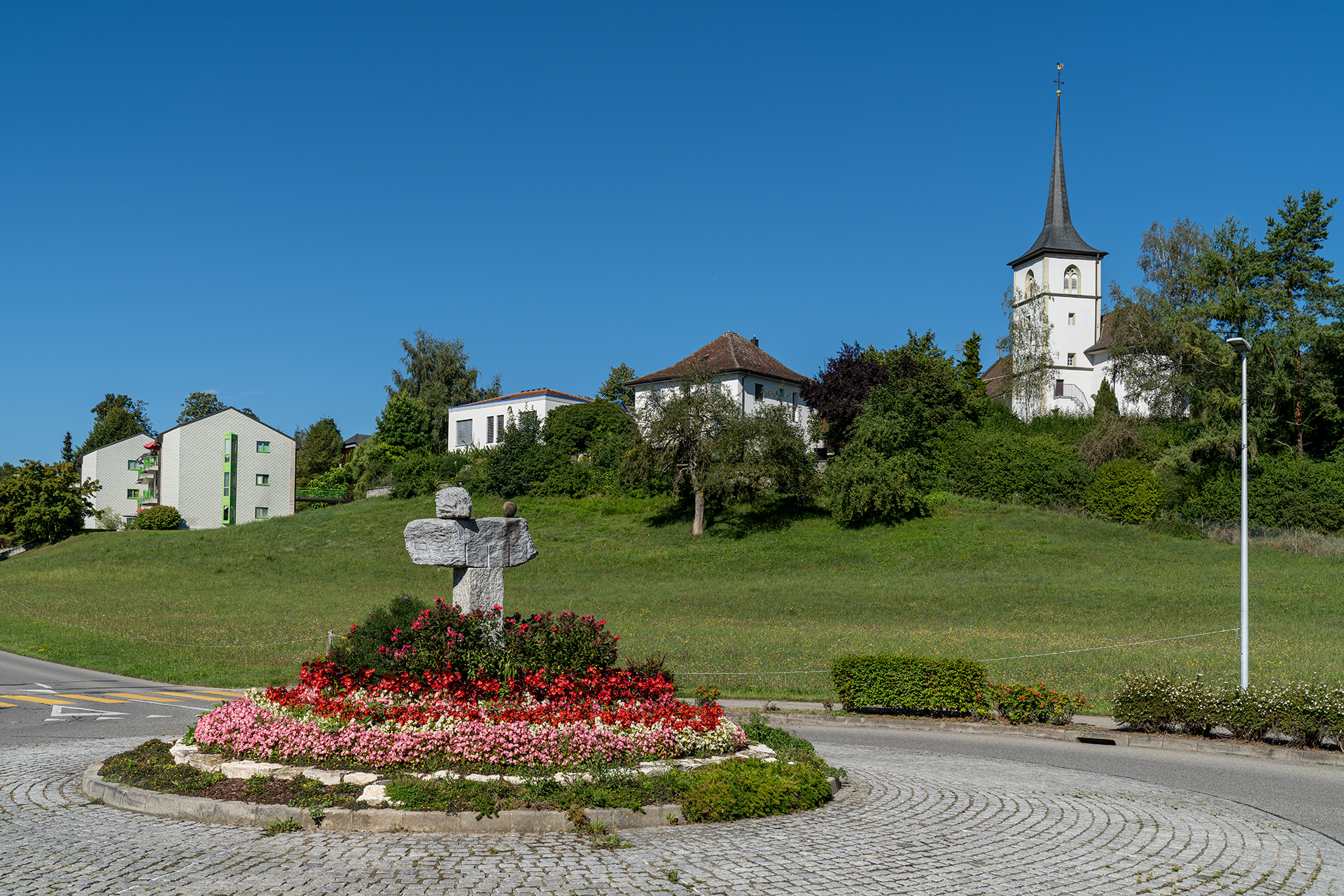
Blick zum Pfarrhaus und zur Kirche
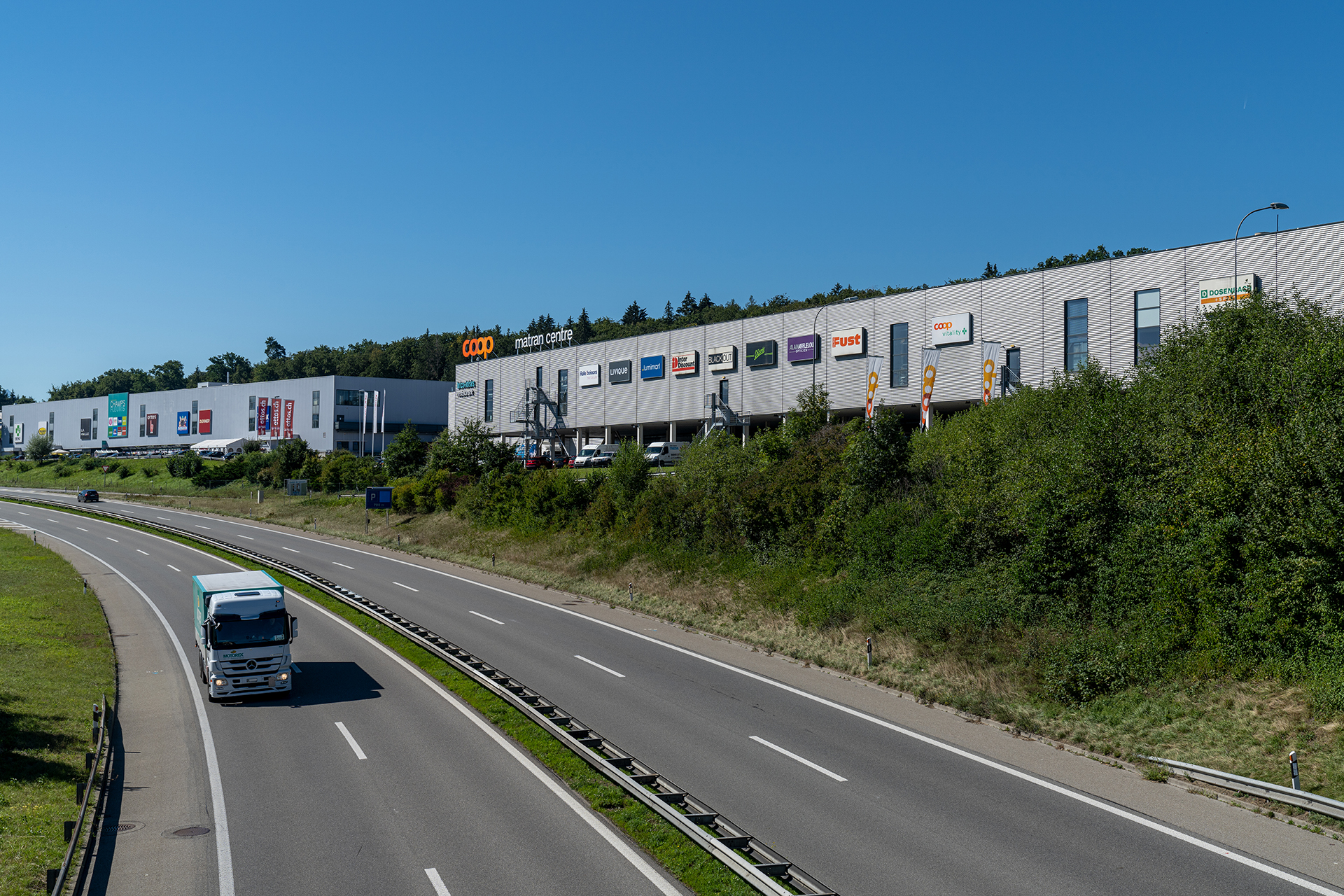
Autobahn und Einkaufszone